# Kreisgericht Eisleben (Preußen)
Das Kreisgericht Eisleben war von 1849 bis 1879 ein preußisches Kreisgericht mit Sitz in Eisleben. 

## Geschichte
Die „Verordnung über die Aufhebung der Privatgerichtsbarkeit und des eximierten Gerichtsstandes sowie über die anderweitige Organisation der Gerichte“ vom 2. Januar 1849 hob dann auch die Patrimonialgerichtsbarkeit auf. Gleichzeitig wurde das Appellationsgericht Naumburg geschaffen, dem Kreisgerichte, darunter das Kreisgericht Eisleben zugeordnet waren. Sein Sprengel umfasste:
| Sprengel | Gerichtseingesessene 1849 |
| --- | ------------------------- |
| Der Mansfelder Seekreis ohne die Teile, die den Kreisgerichten Querfurt und Halle zugeordnet waren | 35.404                    |
| Aus dem Kreis Querfurt die Orte Groß-Osterhausen, Klein-Osterhausen, Rothenschirmbach, Domäne Sittichenbach | 1.205                     |
| Aus dem Kreis Sangerhausen die Orte Bornstedt und Schmalzerode | 848                       |
| Aus dem Mansfelder Gebirgskreis die Orte Annarode, Ahlsdorf, Blumerode, Creisfeld, Gorenzen, Gräfenstuhl, Hergisdorf, Klostermansfeld, Leimbach, Mansfeld, Möllendorf, Piskaborn, Siebigerode, Siersleben, Thondorf, Vatterode, Wimmelrode, Ziegelrode und der Bezirk des Einzelrichters in Hettstedt | 21.620                    |
| Summe | 59.077                    |

Gerichtskommissionen wurden in Alsleben, Gerbstedt und Hettstedt eingerichtet.
Mit den Reichsjustizgesetzen wurden die Gerichte im Deutschen Reich vereinheitlicht. Das Kreisgericht Eisleben wurde 1879 aufgehoben. Neu eingerichtet wurde nun das Amtsgericht Eisleben im Bezirk des Landgerichtes Halle.

## Gerichtskommission Alsleben
Die Gerichtskommission Alsleben war für die Stadt und Dorf Alsleben sowie die Orte Belleben, Gnölbzig, Nelben, Pießdorf, Strenz-Naundorf und Haus Zeitz zuständig. Dieser Sprengel umfasste 1849 6.038 Gerichtseingesessene. 1879 wurde die Gerichtskommission aufgehoben und das Amtsgericht Alsleben gebildet.

## Gerichtskommission Gerbstedt
Die Gerichtskommission Gerbstedt war für die Stadt Gerbstedt sowie die Orte Adendorf, Brucke, Closchwitz, Elben, Friedeburg mit Straushof, Hütte Friedeburg, Freist, Heiligenthal, Helmsdorf, Ihlewitz, Königswiek, Lochwitz, Oeste, Pfeiffhausen, Reidewitz, Rumpin, Thaldorf, Gut Welfesholz, Zickeritz, Zabenstedt, Zabitz und Zellewitz zuständig. Dieser Sprengel umfasste 1849 6.038 Gerichtseingesessene. 1879 wurde die Gerichtskommission aufgehoben und das Amtsgericht Gerbstedt gebildet.

## Gerichtskommission Hettstedt
Die Gerichtskommission Hettstedt war für zwei Gerichtsbezirke zuständig. Dieser Sprengel umfasste 1849 zusammen 12.401 Gerichtseingesessene. 1879 wurde die Gerichtskommission aufgehoben und das Amtsgericht Hettstedt gebildet.
Der erste Gerichtsbezirk umfasste die Stadt Hettstedt mit Zechenhaus in der rothen Wolle und umliegenden Hüttenwerken und die Orte Burgörner, Kupferberg, Meisberg, Oberwiederstedt und Stangerode.
Der zweite Gerichtsbezirk umfasste die Orte Arnstedt, Alterode, Biesenrode mit Wernrod, Bräunrode mit Willerode, Friedrichsrode und Hartwigerode, Greifenhagen, Großörner, Harkerode mit Arnstein, Quenstedt mit Pfersdorf, Ritterode, Sylda, Ulzigerode und Walbeck.